# George P. Jenkins
George Pollock Jenkins (Clarksburg, 24 de febrero de 1915-Glen Ridge, 14 de octubre de 2009) fue un ejecutivo de negocios estadounidense que como director de inversiones y más tarde presidente de Metropolitan Life Insurance Company ayudó a ampliar la cartera de inversiones de la empresa, ayudando a las principales empresas a expandirse mediante el desarrollo del sector privado y compra de bonos de la ciudad de Nueva York durante la crisis fiscal de la ciudad de la década de 1970.

## Biografía
Jenkins nació el 24 de febrero de 1915 en Clarksburg, Virginia Occidental, y asistió a Blair Academy, un internado privado en Blairstown, Nueva Jersey. Asistió a la Universidad de Princeton y obtuvo su título universitario en economía como miembro de Phi Beta Kappa y obtuvo un título de posgrado de la Escuela de Negocios Harvard. Fue nombrado vicepresidente en mayo de 1969.
Fue contratado por Metropolitan Life en 1938 y fue nombrado oficina de la empresa en 1951. Fue nombrado vicepresidente financiero en noviembre de 1961 a partir del comienzo del nuevo año y fue nombrado director en abril de 1964. Se convirtió en presidente en 1973 y renunció a ese cargo en 1980 cuando cumplió 65 años y fue sucedido en ese puesto por Richard R. Shinn.
En su función de inversión en Metropolitan Life, ayudó a desarrollar el mercado de colocaciones privadas, permitiendo a las principales empresas vender valores directamente a inversores institucionales, sin pasar por los mercados de valores. Algunas de las empresas que ayudó a desarrollar incluyeron la expansión de American Broadcasting Company hasta convertirla en una red importante y la expansión internacional de Pan American World Airways. Fue una de las principales personas detrás de la formación de la Corporación de Asistencia Municipal, que fue creada por el Estado de Nueva York en 1975 y permitió a la Ciudad de Nueva York tener acceso a préstamos a corto plazo de los fondos que necesitaba durante el Crisis financiera de los años 1970.
Jenkins murió a los 94 años el 14 de octubre de 2009, en Glen Ridge, Nueva Jersey, debido a una insuficiencia cardíaca. Le sobrevivieron su esposa durante 64 años, la Marian O'Brien; su hermana, Ellen Jenkins Smith; sus hijos James, Robert y Richard; y siete nietos; Millicent, Augustus, Lucas, Annabelle, Emma, Gregory y Charlotte.